# Max Llovera
Max Llovera González–Adrio, född 8 januari 1997 i Andorra la Vella, är en andorransk fotbollsspelare som spelar för Andorras landslag och CP San Cristóbal.
Llovera har spelat över 70 A-landskamper för Andorra sedan debuten mot Israel 2015. Han har gjort ett mål för landslaget, mot Ungern 2021.